# Libre Nation
Libre Nation, « Pour un Québec libre et français », était un journal nationaliste et indépendantiste québécois se réclamant de l'héritage de La Nation de Paul Bouchard. Parution (janvier 1962 à mai 1963), Trois-Rivières. Ce quotidien était dirigé par Tony Le Sauteur qui en était également le rédacteur en chef.
L'équipe de rédaction était composée notamment d'André Bigras, Jacques Dupont, André Gaudreault (du poste de radio CKTR, à l'époque), Pierre Gravel (aujourd'hui éditorialiste au journal La Presse), Étienne-A. Grenier, Raymond Johnston, Denis Vaugeois,  Jacques Lacoursière (l'historien), Jean-Paul Rivard, Jacqueline Wanner, Georges Dor et André d'Allemagne.
La Libre Nation fut mal accueilli par d'autres courants indépendantistes de l'époque comme les rinistes (RIN) de Pierre Bourgault.